# Замок Стормонт

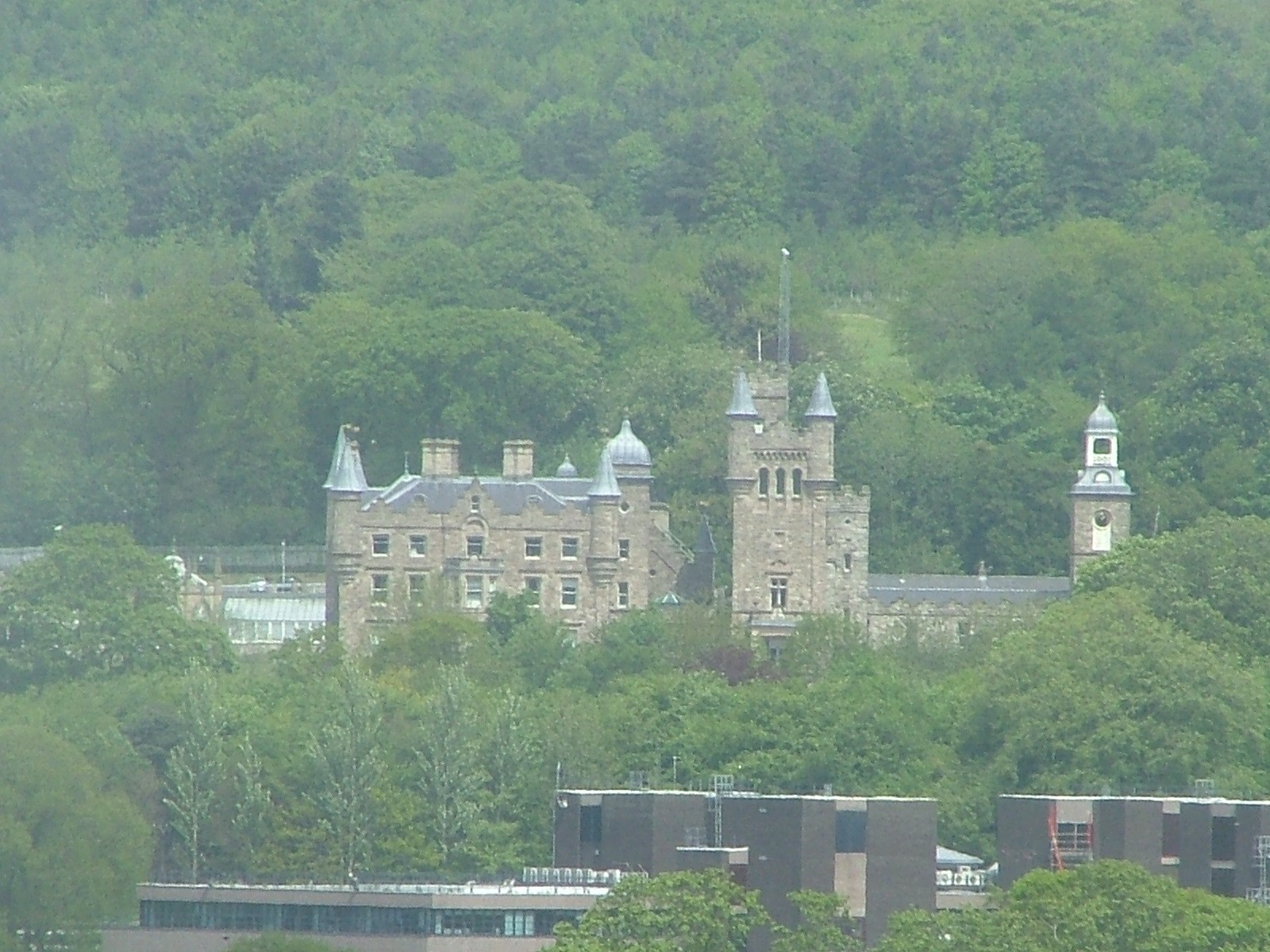
Замок Стормонт

Замок Стормонт (англ. Stormont Castle) — один із замків Ірландії, розташований в графстві Даун, Північна Ірландія.
Замок Стормонт є особняком, побудованим в стилі середньовічного замку. Замок Стормонт розташований в східному Белфасті, в землі Стормонт. Замок використовується як основне місце проведення засідань Виконавчого комітету Північної Ірландії. Він ніколи не був замком у справжньому розумінні цього слова. Замок завжди був особняком для життя заможних аристократів. У ХІХ столітті особняк був перебудований в стилі замків шотландських баронів з чисельними декоративними оздобленнями.
У період з 1921 по 1972 рік замок Стормонт слугував офіційною резиденцією прем'єр-міністра Північної Ірландії. Проте, ряд прем'єрів Північної Ірландії вирішили жити в Стормонт-хаус — в офіційній резиденції спікера Палати громад Північної Ірландії, який був довгий час порожнім, бо низка спікерів Палати громад воліла жити у своїх власних будинках. Замок Стормонт також слугував резиденцією кабінету міністрів уряду Північної Ірландії з 1921 по 1972 рік.
Після 1972 року і до передачі повноважень замок Стормонт слугував штаб-квартирою в Белфасті держсекретаря у справах Північної Ірландії, офісом міністрів Північної Ірландії і допоміжних посадових осіб. Під час конфлікту в Ольстері, він був також використаний співробітниками британської спецслужби MI-5.
Замок відкритий для публіки щороку у вихідні дні, в День відкритих дверей європейської спадщини. У 2016 році це у вихідні дні 10 та 11 вересня.